# جون هتشنسون
جون هتشنسون (1884-1972) (بالإنجليزية: John Hutchinson)‏ هو عالم نبات بريطاني.